# Barbados a 2004. évi nyári olimpiai játékokon
Barbados a görögországi Athénban megrendezett 2004. évi nyári olimpiai játékok egyik részt vevő nemzete volt. Az országot az olimpián 5 sportágban 10 sportoló képviselte, akik érmet nem szereztek.

## Atlétika
Férfi
| Versenyző        | Versenyszám | Előfutam | Előfutam | Előfutam | Negyeddöntő | Negyeddöntő | Negyeddöntő | Elődöntő | Elődöntő | Elődöntő | Döntő   | Döntő    |
| Versenyző        | Versenyszám | Idő      | Hely.    | Össz.    | Idő         | Hely.       | Össz.       | Idő      | Hely.    | Össz.    | Idő     | Helyezés |
| ---------------- | ----------- | -------- | -------- | -------- | ----------- | ----------- | ----------- | -------- | -------- | -------- | ------- | -------- |
| Obadele Thompson | 100 m       | 10,08    | 2.       | 4.       | 10,12       | 2.          | 9.**        | 10,22    | 4.       | 9.*      | 10,10   | 7.       |
| Stephen Jones    | 110 m gát   | 13,56    | 4.       | 27.*     | 13,85       | 6.          | 28.         | kiesett  | kiesett  | kiesett  | kiesett | kiesett  |

Női
| Versenyző       | Versenyszám | Előfutam | Előfutam | Előfutam | Elődöntő | Elődöntő | Elődöntő | Döntő   | Döntő    |
| Versenyző       | Versenyszám | Idő      | Hely.    | Össz.    | Idő      | Hely.    | Össz.    | Idő     | Helyezés |
| --------------- | ----------- | -------- | -------- | -------- | -------- | -------- | -------- | ------- | -------- |
| Andrea Blackett | 400 m gát   | 56,49    | 6.       | 26.*     | kiesett  | kiesett  | kiesett  | kiesett | kiesett  |

* - egy másik versenyzővel azonos időt ért el

** - két másik versenyzővel azonos időt ért el

## Cselgáncs
Férfi
| Versenyző          | Versenyszám  | Selejtező         | 32-es főtábla                  | Nyolcaddöntő      | Negyeddöntő       | Elődöntő          | Vigaszág első kör | Vigaszág negyeddöntő | Vigaszág elődöntő | Bronz- mérkőzés   | Döntő             | Helyezés    |
| Versenyző          | Versenyszám  | Ellenfél Eredmény | Ellenfél Eredmény              | Ellenfél Eredmény | Ellenfél Eredmény | Ellenfél Eredmény | Ellenfél Eredmény | Ellenfél Eredmény    | Ellenfél Eredmény | Ellenfél Eredmény | Ellenfél Eredmény | Helyezés    |
| ------------------ | ------------ | ----------------- | ------------------------------ | ----------------- | ----------------- | ----------------- | ----------------- | -------------------- | ----------------- | ----------------- | ----------------- | ----------- |
| Barry Kirk Jackman | Félnehézsúly |                   | Martin Kelly (AUS) · 0010-1101 | kiesett           | kiesett           | kiesett           |                   |                      |                   |                   |                   | helyezetlen |

## Kerékpározás

### Pálya-kerékpározás
Sprintversenyek
| Versenyző   | Versenyszám         | Selejtező | Selejtező | 1. forduló                | Vigaszág                                               | Vigaszág | 2. forduló                | Vigaszág                                           | Vigaszág | 9–12. helyért          | 9–12. helyért | Negyeddöntő                        | 5–8. helyért                                                                | 5–8. helyért | Elődöntő             | Döntő                | Helyezés |
| Versenyző   | Versenyszám         | Idő       | Hely.     | Ellenfél Győztes idő      | Ellenfelek Győztes idő                                 | Hely.    | Ellenfél Győztes idő      | Ellenfelek Győztes idő                             | Hely.    | Ellenfelek Győztes idő | Hely.         | Ellenfél Győztes idő               | Ellenfelek Győztes idő                                                      | Hely.        | Ellenfél Győztes idő | Ellenfél Győztes idő | Helyezés |
| ----------- | ------------------- | --------- | --------- | ------------------------- | ------------------------------------------------------ | -------- | ------------------------- | -------------------------------------------------- | -------- | ---------------------- | ------------- | ---------------------------------- | --------------------------------------------------------------------------- | ------------ | -------------------- | -------------------- | -------- |
| Barry Forde | Férfi egyéni sprint | 10,597    | 13.       | Ross Edgar (GBR) · 10,768 | Łukasz Kwiatkowski (POL) · Stefan Nimke (GER) · 10,731 | 1.       | René Wolff (GER) · 10,548 | Teun Mulder (NED) · José Villanueva (ESP) · 11,294 | 1.       |                        |               | Ryan Bayley (AUS) · 10,733, 10,807 | Ross Edgar (GBR) · Damian Zieliński (POL) · Mickael Bourgain (FRA) · 11,214 | 2.           |                      |                      | 6.       |

## Sportlövészet
Férfi
| Versenyző       | Versenyszám | Selejtező | Selejtező | Döntő   | Döntő    |
| Versenyző       | Versenyszám | Pont      | Helyezés  | Pont    | Helyezés |
| --------------- | ----------- | --------- | --------- | ------- | -------- |
| Michael Maskell | Skeet       | 117       | 31.*      | kiesett | kiesett  |

* - két másik versenyzővel azonos eredményt ért el

## Úszás
Férfi
| Versenyző       | Versenyszám  | Előfutam | Előfutam | Előfutam | Elődöntő | Elődöntő | Elődöntő | Döntő   | Döntő    |
| Versenyző       | Versenyszám  | Idő      | Hely.    | Össz.    | Idő      | Hely.    | Össz.    | Idő     | Helyezés |
| --------------- | ------------ | -------- | -------- | -------- | -------- | -------- | -------- | ------- | -------- |
| Terrence Haynes | 50 m gyors   | 23,90    | 4.       | 56.      | kiesett  | kiesett  | kiesett  | kiesett | kiesett  |
| Damian Alleyne  | 100 m gyors  | 51,89    | 4.       | 48.      | kiesett  | kiesett  | kiesett  | kiesett | kiesett  |
| Damian Alleyne  | 200 m gyors  | 1:52,89  | 3.       | 34.      | kiesett  | kiesett  | kiesett  | kiesett | kiesett  |
| Nicky Neckles   | 100 m hát    | 56,32    | 1.       | 25.      | kiesett  | kiesett  | kiesett  | kiesett | kiesett  |
| Nicky Neckles   | 200 m hát    | 2:02,84  | 3.       | 23.      | kiesett  | kiesett  | kiesett  | kiesett | kiesett  |
| Bradley Ally    | 100 m mell   | 1:04,71  | 5.       | 41.      | kiesett  | kiesett  | kiesett  | kiesett | kiesett  |
| Bradley Ally    | 200 m mell   | 2:18,64  | 1.       | 35.      | kiesett  | kiesett  | kiesett  | kiesett | kiesett  |
| Bradley Ally    | 200 m vegyes | 2:03,29  | 4.       | 23.      | kiesett  | kiesett  | kiesett  | kiesett | kiesett  |
| Bradley Ally    | 400 m vegyes | 4:24,70  | 4.       | 25.      |          |          |          | kiesett | kiesett  |